# España en la Primera Guerra Mundial

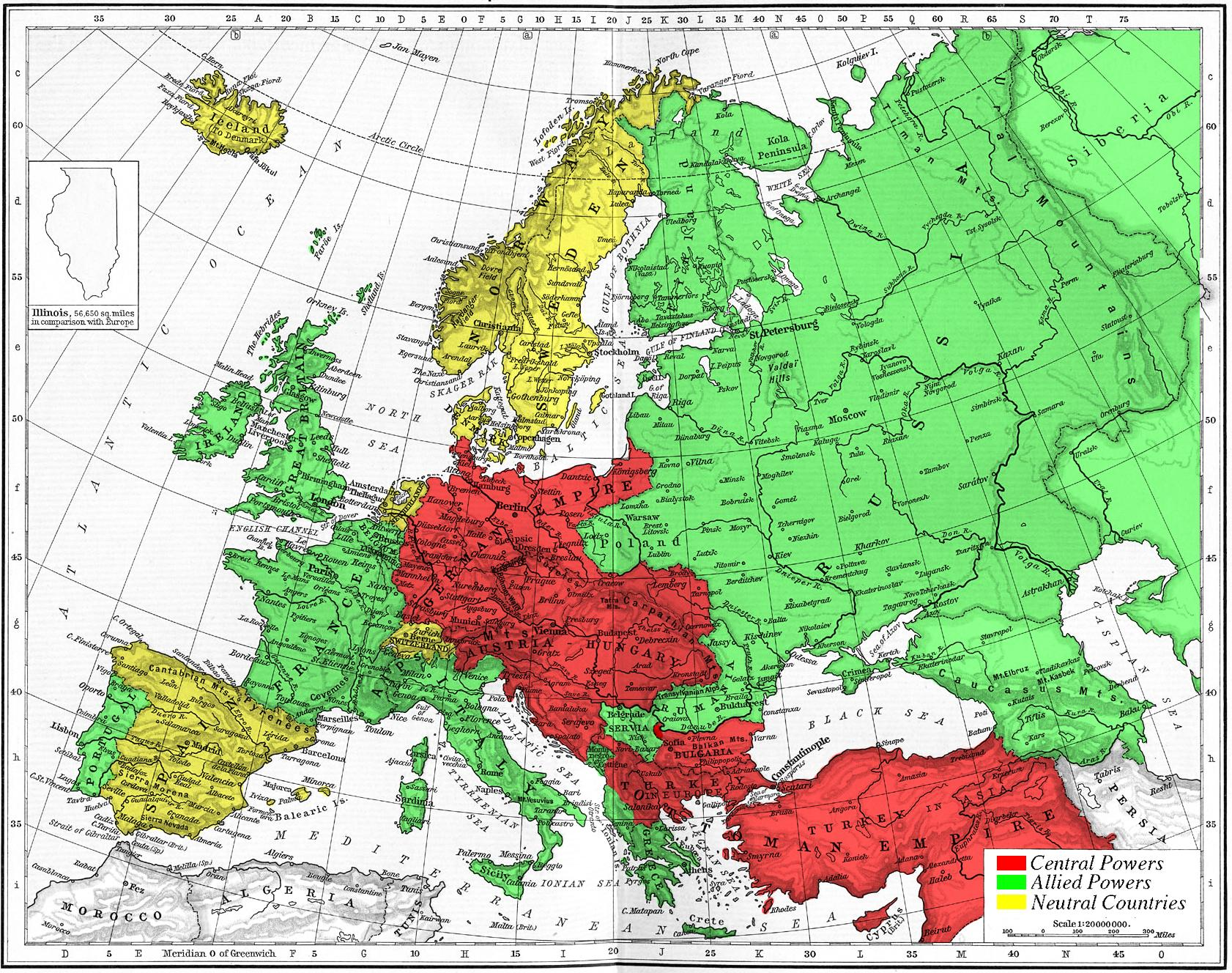
Como se puede observar en este mapa, España estaba alejada de los principales campos de batalla, situados en la frontera franco-alemana, el norte de Italia, Rusia y el Imperio otomano.

España en la Primera Guerra Mundial se mantuvo neutral durante todo el conflicto, pero este tuvo importantes consecuencias económicas, sociales y políticas para el país, hasta tal punto que se suelen situar en los años de la guerra el inicio de la crisis del sistema de la Restauración, que en 1923 se intentaría resolver mediante un golpe de Estado que dio paso a la instauración de la dictadura de Primo de Rivera.

La guerra ha trastornado de tal manera la situación económica del país que hoy es imposible la vida. Muchas fábricas han cerrado, otras tienen a sus obreros a medio trabajo, hay fábricas que están haciendo un soberbio agosto y, sin embargo, estas no han aumentado sus jornales, a pesar de saber sus dueños que todo ha encarecido.
Periódico El Liberal de Sevilla. 27 de noviembre de 1916.

## Antecedentes

Sistema de alianzas en Europa antes de la Primera Guerra Mundial:
Triple Entente
Triple Alianza
Países neutrales.

Cuando se inició el conflicto europeo el 28 de julio de 1914, España era un país económicamente atrasado, con solo las Provincias Vascongadas, Asturias y Cataluña con una industria importante; un país que tras la guerra hispano-estadounidense de 1898 y el posterior tratado con Alemania en 1899 se había quedado sin territorios de ultramar en América, Asia y Oceanía, estaba moralmente destrozado. Tanto las clases altas y medias cultas como el mundo intelectual que habían bautizado el hecho como «el Desastre» en vez de tomarlo como la punta de lanza de lo que ocurría en futuro próximo. El sistema de gobierno  del «turno» comenzó  a ser cuestionado, con un ejército que se encontraba anticuado, con una armada naval, a las que las batallas de Cavite y Santiago habían dejado bamboleándose, en reconstrucción, y con la guerra de Melilla, circunstancias que desembocaron en crisis y huelgas como la Semana Trágica en 1909. Como diría Ramón y Cajal: «creíamos ser un gran imperio y resulta que no somos nada». Tras estas derrota tanto liberales como conservadores asumen la necesidad de tener aliados internacionales que aseguren la continuidad de la monarquía y la integridad del país.
Todos estos sucesos tuvieron gran importancia en Cataluña en la que se da un periodo de reacción y concienciación con lo que hasta ese momento se llamaba política española. La pérdida de las colonias acabó identificándose como la demostración de que el modelo centralista liberal no solo no se había consolidado, sino que era inviable. Anclados en la Renaixença y bajo la premisa de que Catalanismo es sinónimo de modernidad, políticos e intelectuales se repliegan hacía Cataluña en vez de buscar una solución para España. Surge así en 1901 Lliga Regionalista, rechazada e identificada como separatista, que rompe con el monopolio de los partidos dinásticos que hasta ese momento dominaban la política. El catalanismo se convierte rápidamente en un movimiento político con objetivos e idearios propios y en las elecciones provinciales de 1907 Prat de la Riba, de la mano de Solidaritat Catalana, accede a la presidencia de la Diputación de Barcelona.
Además, en lo relativo a la política exterior, España no pertenecía ni a la Triple Entente ni a la Triple Alianza, aunque España se acercó a Francia y Reino Unido tras firmar los Acuerdos de Cartagena de 1907 en los que se reconocía la soberanía de Gran Bretaña en Gibraltar a cambio de que se protegiera las islas y costas que pudieran ser objeto de una agresión por parte de una potencia extranjera. Además de los acuerdos hubo varias visitas de Alfonso XIII al estado francés y de Raymond Poincaré a Madrid y la boda del monarca con Victoria Eugenia de Battenberg. Sin embargo, ni España estaba interesada en formar un verdadera alianza ni franceses y británicos tenían un interés real en ello dado que militarmente no podían contribuir significativamente.
Marruecos y el reparto de África fueron escenario de dos graves crisis políticas y militares entre las principales potencias (Reino Unido, Alemania y Francia principalmente), que estuvieron a punto de desencadenar la Primera Guerra Mundial, solo que con unos pocos años de antelación: la Primera Crisis Marroquí ocurrió en 1904 y se solucionó con la Conferencia de Algeciras de 1906 y la Segunda Crisis Marroquí, en 1911 resuelta tras un acuerdo franco-alemán en ese mismo año. A esto hay que sumar la negativa británica a que Portugal pudiera unir Mozambique con Angola.
En 1906, tras la Conferencia de Algeciras, España adquiere junto a Francia obligaciones para ejercer un protectorado en Marruecos. Esta repartición tendría lugar tras la firma del Tratado de Fez en 1912, formándose el Protectorado español de Marruecos en el norte, en la región conocida como Rif, y el Protectorado francés de Marruecos en el resto del país. Ese mismo 1912 tras la asignación de la zona correspondiente a España el ejército español empezó a ocupar el territorio y se vio envuelto en la guerra del Rif, que no finalizaría hasta 1927 con la pacificación total del territorio (aunque hay que señalar que las operaciones militares españolas se paralizaron precisamente debido a la Gran Guerra entre 1914 y 1919, cuando se reanudaron). En Marruecos llegó a estar destinado aproximadamente el 80 % de los efectivos militares españoles disponibles.[cita requerida]

## Neutralidad española
El 7 de agosto de 1914, la Gaceta de Madrid publicaba un real decreto por el que el gobierno del conservador Eduardo Dato se creía en el «deber de ordenar la más estricta neutralidad a los súbditos españoles con arreglo a las leyes vigentes y a los principios del derecho público internacional» haciéndose saber que «los españoles residentes en España o en el extranjero que ejerciesen cualquier acto hostil que pueda considerarse contrario a la más perfecta neutralidad, perderán el derecho de protección del Gobierno de su Majestad».
| Espectro político                               |
| ----------------------------------------------- |
| Liberalismo progresista Liberalismo conservador |

| Inicio presidencia     | Fin presidencia        | Presidente                  | Presidente | Partido                     | Comentarios |  |
| ---------------------- | ---------------------- | --------------------------- | ---------- | --------------------------- | --- |  |
| 27 de octubre de 1913  | 9 de diciembre de 1915 | Eduardo Dato                |            | Partido Liberal-Conservador | Asesinato del archiduque Francisco Fernando (28 de junio de 1914). Comienza la Primera Guerra Mundial (28 de julio de 1914). España se mantiene neutral (7 de agosto de 1914).          |  |
| 9 de diciembre de 1915 | 19 de abril de 1917    | Álvaro de Figueroa          |            | Partido Liberal             | Hundimiento accidental del transatlántico Príncipe de Asturias (5 de marzo de 1916). Alemania declara la guerra submarina total (1 de febrero de 1917).Revolución rusa (marzo de 1917). |  |
| 19 de abril de 1917    | 11 de junio de 1917    | Manuel García Prieto        |            | Partido Liberal Demócrata   | Los Estados Unidos entran en la guerra en el bando de los aliados.Francia obliga a abdicar a Constantino I de Grecia (11 de junio de 1917).                                             |  |
| 11 de junio de 1917    | 3 de noviembre de 1917 | Eduardo Dato                |            | Partido Liberal-Conservador | Francia obliga a abdicar a Constantino I de Grecia (11 de junio de 1917). Crisis social, política y militar (verano). Huelga general (agosto).                                          |  |
| 3 de noviembre de 1917 | 22 de marzo de 1918    | Manuel García Prieto        |            | Partido Liberal Demócrata   | La Rusia soviética se retira de la guerra. |  |
| 22 de marzo de 1918    | 9 de noviembre de 1918 | Antonio Maura               |            | Partido Maurista            | Gran pandemia de gripe (llamada también «gripe española») (a partir de mediados de 1918).                                                                                               |  |
| 9 de noviembre de 1918 | 5 de diciembre de 1918 | Manuel García Prieto        |            | Partido Liberal Demócrata   | Abdicación de Guillermo II como emperador de Alemania y como rey de Prusia (9 de noviembre de 1918) Fin de la Gran Guerra (11 de noviembre de 1918).                                    |  |
| 5 de diciembre de 1918 | 15 de abril de 1919    | Álvaro de Figueroa y Torres |            | Partido Liberal             | Amalio Gimeno nombrado interino durante su ausencia (18-24 de diciembre). |  |
| 15 de abril de 1919    | 20 de julio de 1919    | Antonio Maura               |            | Partido Maurista            | Tratado de Versalles (28 de junio de 1919). Fin oficial de la I Guerra Mundial. |  |

Durante los tres primeros años de la contienda (mediados 1914-mediados 1917) solo hubo dos gobiernos, algo normal teniendo en cuenta que en el sistema de alternancia bipartidista de la Restauración la duración media en el poder de cualquiera de esos dos partidos era entre uno y tres años. En la segunda mitad de 1915 el descontento popular y la agitación social empiezan a hacerse evidentes. Al igual que en el resto de países neutrales la inflación, el desempleo y la vuelta de 40.000 españoles que huyeron de las zonas en guerra agudizaron la crisis de subsistencia y comenzaron las movilizaciones en 1916. A partir de 1917, debido a la grave crisis que atravesaba el país, se sucedieron en cascada gobiernos que apenas duraban meses debido a la gran inestabilidad institucional.

### Causas de la neutralidad española

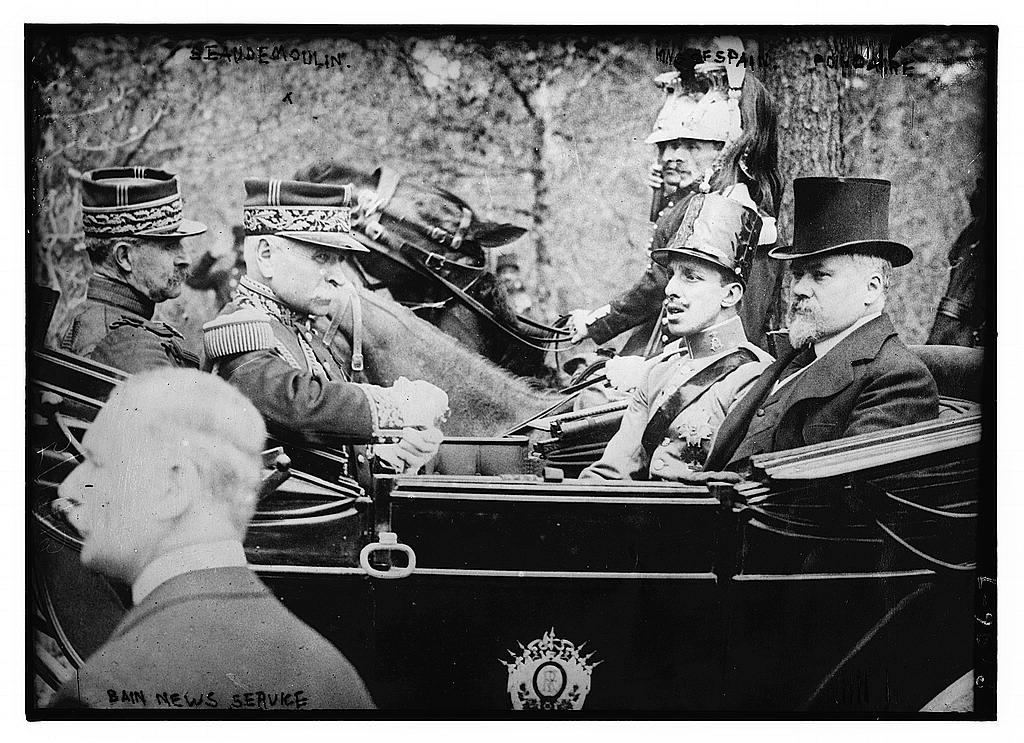
Alfonso XIII de visita en París en 1913, un año antes del inicio de la Primera Guerra Mundial. Sentado a su lado el presidente de la Tercera República francesa Raymond Poincaré.

El gobierno conservador de Eduardo Dato decidió mantener a España neutral, porque en su opinión, compartida por la mayoría de la clase dirigente, carecía de motivos y de recursos para entrar en el conflicto. En una carta a Alfonso XIII explicaba así la postura española:

[...] con solo intentarla (una actitud belicosa) arruinaríamos a la nación, encenderíamos la guerra civil y pondríamos en evidencia nuestra falta de recursos y de fuerza para toda la campaña. Si la de Marruecos está representando un gran esfuerzo y no logra llegar al alma del pueblo ¿Cómo íbamos a emprender otra de mayores riesgos y de gastos iniciales para nosotros fabulosos?

La declaración de neutralidad de Italia fue clave en la toma de la decisión, ya que en caso contrario España debería de haber entrado en la guerra junto con Francia y Reino Unido por los Acuerdos de Cartagena de 1907. El rey Alfonso XIII también estuvo de acuerdo con la neutralidad, aunque según confesó al embajador francés, le habría gustado que España entrara en la guerra del lado aliado a cambio de «alguna satisfacción tangible» —probablemente Tánger y también manos libres en Portugal— pero que se encontraba rodeado de «cerebros de gallina» —es decir, acusaba a los políticos de pensar como cobardes— y que él «estaba en una posición muy difícil».
Muy pocos se opusieron a la neutralidad. El caso más notorio fue el Diario Universal, órgano del liberal conde de Romanones, que publicó un artículo sin firma —aunque todo el mundo lo atribuyó a Romanones, a pesar de que este negó haberlo escrito— titulado «Neutralidades que matan» en el que defendía la participación de España en la guerra del lado de los aliados, en coherencia con la política exterior española alineada con Francia y Gran Bretaña desde 1900. «Es necesario que tengamos el valor de hacer saber a Inglaterra y a Francia que con ellas estamos, que consideramos su triunfo como el nuestro y su vencimiento como propio», se decía en el artículo. Pero «la más estricta neutralidad» se impuso, respaldada por el rey.

Densidades de población en España por provincias en 1900. Obsérvese que era un país con poca densidad en comparación con otros países europeos y que la mayoría de la población se encontraba en Madrid y las regiones costeras.

En esa época España era un Estado de segundo rango, que arrastraba problemas de inestabilidad interna y que carecía de la potencia económica y militar suficiente como para presentarse como un aliado deseable a cualquiera de las grandes potencias europeas en conflicto (Alemania y Austria-Hungría, por un lado; Gran Bretaña, Francia y Rusia, por otro). Por eso ninguno de los países beligerantes protestó por la neutralidad española. "No dejaba de ser una declaración de impotencia… puesto que se basaba en lo que todo el mundo admitía con mayor o menor sonrojo: que España carecía de los medios militares necesarios para afrontar una guerra moderna", afirma Javier Moreno Luzón. Juan Carlos Pereira Castañares también lo define como una neutralidad impotente. Así lo reconoció el primer ministro Dato en una nota dirigida al rey, en la que añadió otra consideración (las tensiones sociales que provocaría): «Con solo intentarla [una actitud belicosa] arruinaríamos a la nación, encenderíamos la guerra civil y pondríamos en evidencia nuestra falta de recursos y de fuerzas para toda la campaña. Si la de Marruecos está representando un gran esfuerzo y no logra llegar al alma del pueblo, ¿cómo íbamos a emprender otra de mayores riesgos y de gastos iniciales para nosotros fabulosos?». Según el historiador Fernando García Sanz el gobierno español pudo mantener la neutralidad toda la guerra "en buena medida porque los aliados [principalmente Francia y Reino Unido] no necesitaban a España [que entrara en la guerra], que además ya les proporciona lo que necesitaban: materias primas y abastecimiento".

Evolución de las alianzas en la Primera Guerra Mundial (1914-1918) en todo el planeta:
Entente
Colonia, dominio y/o territorios ocupados por la Entente
Potencias centrales
Territorio ocupado por las potencias centrales o sus colonias
Neutral

El estallido de conflictos sociales, debido a la cada vez mayor conciencia de clase de los obreros, y el desarrollo y crecimiento de sindicatos y partidos de izquierda, sobre todo republicanos, ajenos al «turno» característico de esta época política del país, cobraba mayor importancia debido a episodios como la Semana Trágica de Barcelona de 1909 o el asalto de miembros del ejército a periódicos catalanes en 1905. Si España intervenía en la guerra y el desarrollo de la guerra no era favorable, se podría producir un estallido como el de la Revolución rusa.

#### Impacto de la neutralidad italiana
Después de que la Primera Crisis Marroquí fortaleciera los lazos de España con Gran Bretaña y Francia, el gobierno español llegó a un acuerdo con esos países para un plan de defensa mutua (Acuerdos de Cartagena de 1907). A cambio del apoyo británico y francés para la defensa de España, la flota española apoyaría a la Armada francesa en caso de guerra con la Triple Alianza contra las flotas combinadas del Reino de Italia y Austria-Hungría en el mar Mediterráneo. Producto de esa colaboración fue la construcción de los acorazados de la clase España. La idea estratégica era que a cambio del apoyo británico y francés a la defensa de España, la flota española apoyaría a la Armada francesa en caso de guerra con la Triple Alianza contra las flotas combinadas del Reino de Italia y Austria-Hungría en el mar Mediterráneo ya que la Marina Real británica debería de centrarse en el mar del Norte contra la Marina Imperial alemana; mientras que la flota francesa por sí sola no podría contener a la armada italiana y la austrohúngara juntas, y era necesario que Francia transportara por mar a sus tropas coloniales desde el norte de África al continente europeo.
La declaración inicial de neutralidad del Reino de Italia fue un factor determinante para que España pudiera mantener su neutralidad en la Gran Guerra. Italia no participó en el bando de la Triple Alianza porque era una alianza defensiva y fue Austria-Hungría la que inició la guerra. Durante un año negoció con ambos bandos para elegir en cual participar, y en mayo de 1915 acabó entrando en la guerra en el bando de la Entente para luchar contra sus antiguos aliados de la Triple Alianza.

### Aliadófilos y germanófilos
El gobierno conservador se preocupó por demostrar que neutralidad no era desinterés ni falta de perspectiva y así se lo hizo ver en una misiva a Antonio Maura en la que le explica porque la neutralidad era la mejor opción. Alemania y Austria parecían satisfechas y el único temor podía ser que los aliados pudieran finalmente presionar a España a que formará parte del conflicto.
Si bien las posturas iniciales fueron la de mantener la neutralidad, existían muchos matices. Desde el punto de vista político, la Gran Guerra acentuó el enfrentamiento entre las derechas («germanófilos» que veían en Alemania y en Austria-Hungría los representantes del orden y de la autoridad) y los republicanos e izquierdas («aliadófilos», que veían en Gran Bretaña y en Francia, «el derecho, la libertad, la razón y el proceso contra la barbarie», en palabras del republicano Lerroux). A grandes rasgos, como ha señalado Manuel Suárez Cortina, "las principales voces germanófilas del país eran las del clero, el ejército, la aristocracia, las élites terratenientes, la alta burguesía, la corte, los carlistas y los mauristas. Por el contrario, los partidarios de los aliados eran los regionalistas, los republicanos, los socialistas y los profesionales de clase media que vieron en la guerra un instrumento para forzar en España una transición hacia una verdadera democracia". Gerald Meaker divide a los germanófilos en tres grupos: los ultracatólicos tradicionalistas que odian más a Francia, sus valores republicanos y jacobinos franceses cuya figura más notable es Vázquez de Mella; los católicos moderados como González-Blanco que rechazaban el imperialismo y poderío militar británico y los regeneracionistas, cuya cabeza visible era Eloy Luis André, que veían en Alemania un modelo a seguir para  lograr un desarrollo económico, social y cultural. Los tres grupos tenían puntos en común, pero los regeneracionistas se dotaron de un fuerte nacionalismo, hasta entonces desconocido.
Con el avance de la contienda, el filósofo Unamuno detecta que, más que filias, en la sociedad española se puede hablar de germanofobia o aliadofobia; lo que llevaría a tensar más la situación del país.
Los liberales tenían una postura discrepante que iban desde alinearse con los Aliados a hacerlo con los imperios centrales. Las derechas apoyaron la decisión del gobierno a pesar de sus simpatías con Alemania. Los carlistas respetaron también la postura adoptada si bien Vázquez de Mella, cuyas ideas tuvieron gran influencia sobre todos los germanófilos, nunca ocultó su deseo de aliarse con las Potencias Centrales como ya declaró en la Conferencia de Algeciras. Este posicionamiento se tornó tan beligerante que algunos carlistas como Jaime de Borbón, reconocido aliadófilo, y Francisco Martín Melgar se vieron obligados a aclarar que no todos el Carlismo pensaba igual y que el kaiser no solo no era un «Instrumento de Dios» si no «estaba inspirado por el espíritu del diablo». Esto llevaría finalmente a la creación por parte de Vázquez de Mella y Víctor Pradera del Partido Católico Tradicionalista. Los carlistas catalanes, que en un principio atacaron a los aliados y se declararon enemigos de los «pacifistas católicos», fueron virando su postura en defensa de la neutralidad que decían se halla en peligro debido a la izquierda. Dentro de los carlistas catalanes Melchor Ferrer incluso se alistó en la Legión Extranjera francesa. Los mauristas apoyaron la postura del gobierno para evitar una mayor tensión, pero algunos de sus miembros acabaron combatiendo en las filas alemanas.

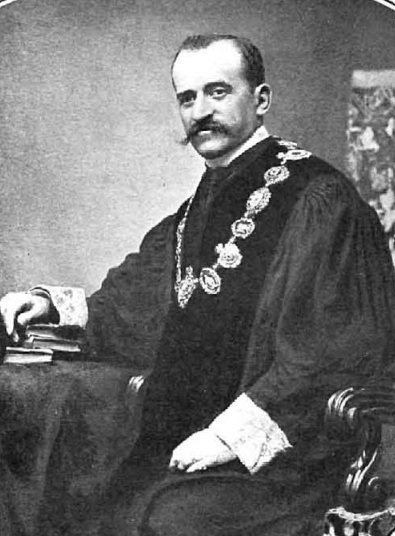
El conde de Romanones fue presidente del Consejo de Ministros. Su artículo «Neutralidades que matan» publicado en El Diario Universal el 18 de agosto de 1914 marcó el comienzo del conflicto entre aliadófilos y germanófilos; la controversia que creó este le obligó a retractarse y a resituarse en una postura de neutralidad «benévola» hacia la Entente.

La izquierda y los republicanos lidiaban con una postura difícil, pues a pesar de querer el triunfo de las ideas liberales y democráticas que representaban franceses y británicos, asumían que España no debía intervenir en la guerra. Los socialistas, defensores del pacifismo, rechazaron desde el primer momento el ataque de Alemania a Bélgica, aunque a su vez propugnaban la postura francesa como «un admirable ejemplo digno de democracia ateniense». El PSOE afirmaba que el país no estaba en condiciones de entrar en el conflicto, al que tachaba de «guerra imperialista», ya que acabaría por destrozarse a sí mismo. Además, llamó a la movilización obrera para manifestarse en contra de la guerra. La UGT, sin embargo, tenía una posición más relativa. Así, tras el ataque alemán a Bélgica, Pablo Iglesias justificó la resistencia al imperialismo germano en nombre de la integridad de la  patria y de la independencia de esta. Conforme avanzaba la contienda se posicionó en la neutralidad, pero con tintes aliadófilos.
En el campo anarquista se tendió a mantener la posición ortodoxa de neutralidad, contraria a decantarse por Francia y Gran Bretaña, defendida por anarquistas europeos como Sébastien Faure o Errico Malatesta, si bien el conflicto de posturas no tuvo tanta incidencia como en otros ámbitos; hubo, sin embargo, algún caso de publicismo aliadófilo como Federico Urales o Ricardo Mella. La CNT, que nunca abandonó su internacionalismo, argumentó que los trabajadores no tenían ningún interés en una guerra burguesa y anteponía la revolución proletaria a la intervención en el conflicto. Tras el congreso celebrado en Ferrol en febrero de 1915 el lema pasará a ser «La Revolución antes que la guerra».
En Cataluña, el fracaso del Pacto de Sant Gervasi hizo que la izquierda se decantará más por la neutralidad en vez de relanzar el Republicanismo catalán. UFNR, admiradora de la Francia republicana, abogó por mantener la neutralidad y no sumar otra guerra a la de Marruecos. Lliga Regionalista secundó la postura del gobierno. En palabras de Francisco Cambó esa era «la triste y vergonzosa realidad [...] porque no se puede ser otra cosa». Pese a que las posturas en el partido eran de lo más variopintas, puesto que había partidarios de ambos bandos e incluso se llegó a formar un contingente de voluntarios que combatió en las filas del ejército francés siendo parte de la Legión Garibaldina, famosa por ser la dirigida por el nieto de Giuseppe Garibaldi; nunca se opusieron a la neutralidad, porque lo realmente importante era la defensa de los intereses económicos de la burguesía industrial catalana, y así lo expresó Cambó:

no me preocupa gran cosa que ganen Alemania y Austria, o que la victoria sea la del agrupamiento de potencias que con ellas están en guerra [...] El Congreso internacional que fijará la situación de todos los Estados de Europa después de la guerra, puede ser un momento espléndido para que nuestra diplomacia suplante la falta de ideal colectivo del pueblo español y prepare un periodo ascensional para la vida de España

Salvo en Cataluña la postura de la Iglesia es claramente posicionada en el lado alemán, aún con su Luteranismo, debido a la secularización de la República francesa y la expulsión de las órdenes religiosas en la última década del Siglo XIX. Para ella la guerra es «un instrumento de la justicia y la misericordia contra las naciones prevaricadoras» y «una expiación de las naciones que se apartaron de Dios».
Si bien desde el Heraldo Militar, periódico militar más moderado de la época, se llamaba a la neutralidad más estricta,el Ejército tenía una postura favorable a Alemania al haberse formado la mayoría de los militares bajo el desarrollo de su tecnología. Sin embargo, aristocracia y Alto Mando se habían cuidado de encubrir sus preferencias, dados sus escasos recursos y el potencial peligro de enfrentarse a Inglaterra y Francia en el Magreb.
Por otro lado, los dos bandos contendientes desplegaron durante toda la guerra una intensa campaña diplomática y propagandística, que incluyó la financiación de periódicos para garantizar el apoyo español a su causa. Asimismo, los Imperios Centrales enviaron agentes al Protectorado español de Marruecos para alentar levantamientos antifranceses de las cabilas y boicotear el suministro de materias primas y manufacturas a los aliados. La neutralidad solo estuvo en peligro cuando los submarinos alemanes comenzaron a hundir barcos mercantes españoles.
Mundo cultural
En el bando aliadófilo se destacaron intelectuales como Álvaro Alcalá-Galiano y Osma, Rafael Altamira, Vicente Blasco Ibáñez, José Ortega y Gasset, Ramón Pérez de Ayala, Ramón del Valle-Inclán, Dionisio Pérez Gutiérrez, Luis Araquistain, Ramiro de Maeztu, Emilia Pardo Bazán, Benito Pérez Galdós, Felipe Trigo, Hermógenes Cenamor o Miguel de Unamuno. Una nueva generación de intelectuales afines al internacionalismo como Manuel Azaña, Corpus Barga, Salvador de Madariaga o Luis de Zulueta también se declaró aliadófila.
Aun así existían matices y muchos miembros de las derechas eran aliadófilos y estaban en contra de las ideas imperialistas y el pangermanismo, como es el caso de Alcalá-Galiano, Azorín o Ramiro de Maeztu, que en aquel momento había abandonado el guildismo para virar al catolicismo. Dámaso Alonso, José María Salaverría, Pío Baroja y Jacinto Benavente, germanófilos, fueron notables excepciones a la aliadofilia predominante en el ámbito intelectual. Sin embargo, la germanofilia de Pío Baroja se encontraba, como él mismo dirá, lejos de la del resto de germanófilos españoles, pues estos eran «legitimitistas católicos y ultraconservadores que solo veían en Alemania militarismo y disciplina», que siempre habían abominado la cultura germánica y solo odiaban a Francia por haber separado al Estado de la Iglesia. Para él la opción germana era la herramienta adecuada para luchar contra el catolicismo, desacreditar el parlamentarismo y acabar con el tradicionalismo.
Para Gerald Meaker y Romero Salvadó, la Gran Guerra fue la anticipación de lo que ocurrirá en 1936. También ambos "bandos" compartirán conceptos y enfoques de federalismo, iberismo y latinismo, tanto racial como cultural, de manera similar.

## La prensa española

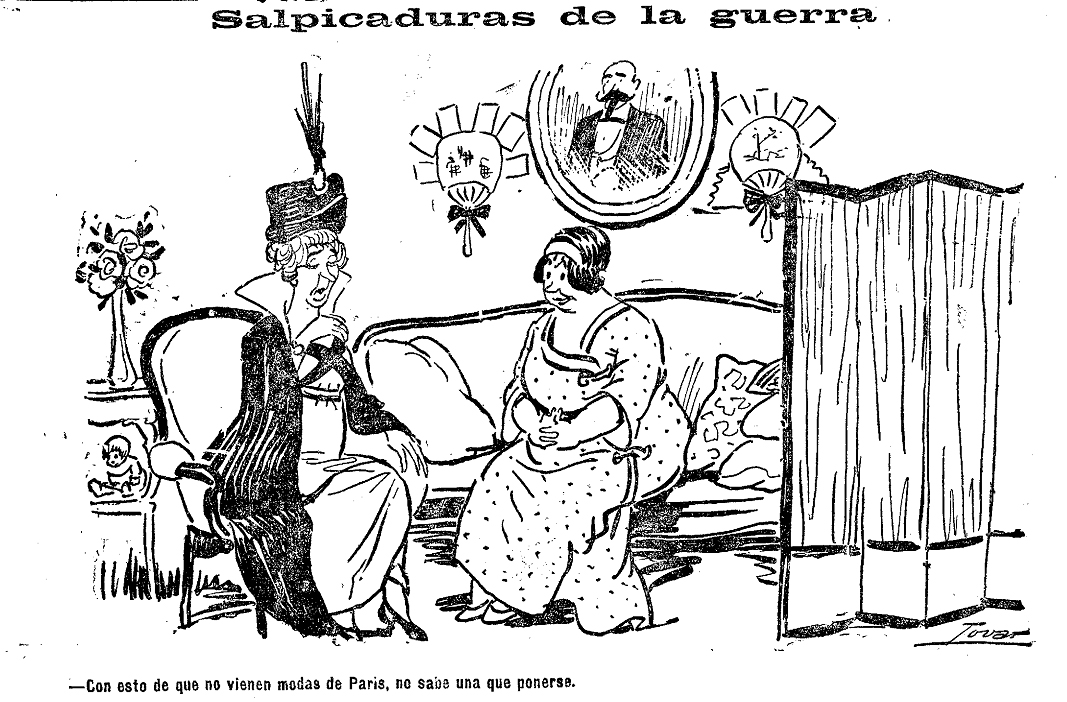
«Salpicaduras de la guerra. —Con esto de que no vienen modas de París no sabe una qué ponerse», de Manuel Tovar Siles, en El Imparcial.

Christopher H. Cobb se refiere a la situación española durante el conflicto como una «guerra de manifiestos». Muchos de ellos editados en la prensa que con el avance de la contienda fueron tomando partido por uno u otro lado. Posteriormente, el interés por la guerra disminuyó, registrándose un mayor interés por él exclusivamente en los grandes acontecimientos. La disminución de interés también se debió a que la gente estaba ya más centrada en la crisis social que estaba teniendo lugar, y que desembocó en un periodo de movilizaciones de trabajadores conocido como Trienio Bolchevique.
Hasta entonces era frecuente el modelo de prensa decimonónica de partido y, durante la guerra, se actualiza hacia un periodismo empresarial, que había sido ya adoptado por los Estados Unidos y Gran Bretaña. En el periodismo empresarial el periódico se entiende como un negocio, dando más cabida a la publicidad, lo que les permitía independencia de lo político a costa de ser atractivos a clientes. Los periódicos, sostenidos por empresas periodísticas, aumentaron la información frente a la opinión y mejoraron la tipografía de los titulares y añadieron más fotografías, lo que llevó a comprar nuevas rotativas para las imprentas.

No es posible continuar así. No es posible que sigan los periódicos vendiéndose al precio que se vendían cuando su presupuesto de gastos no alcanzaba ni la cuarta parte del actual. Muchos periódicos han aumentado su precio y se venden a diez céntimos. Tal aumento no constituye un negocio ni mucho menos. A pesar del aumento, es decir, vendiéndose el periódico a diez céntimos, seguirán perdiendo dinero las empresas.
El Noticiero Sevillano. 4 de febrero de 1918

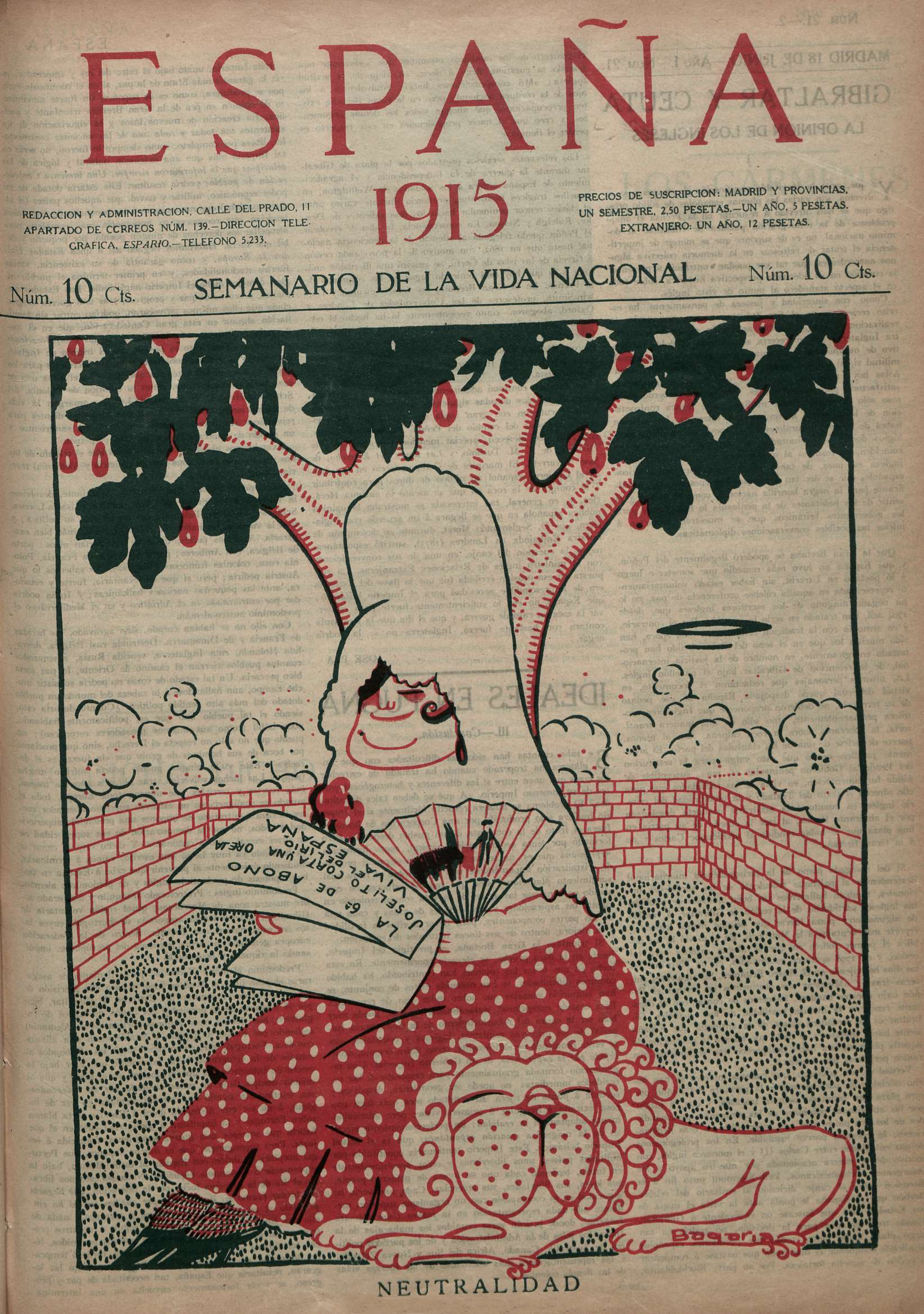
Portada de la revista España (18 de junio de 1915), con una ilustración de Bagaría, aludiendo a la neutralidad española en el conflicto.

Se crearon nuevas empresas periodísticas y periódicos, sobresaliendo El Sol en Madrid. Se dio más importancia a la figura del corresponsal. Grandes figuras periodísticas, literarias y políticas trabajaron de corresponsales en la I Guerra Mundial, como Salvador de Madariaga, Ramiro de Maeztu, Julio Camba o Gay y Forner.
Aunque el Gobierno impulsó la neutralidad, existía gran interés por saber lo que pasaba en Europa, sobre todo en la Primera Guerra Mundial.
El Gobierno aprobó la Real Orden del 4 de agosto de 1914 que imponía la obligación de no atacar en la prensa a ninguno de los contendientes y el Real Decreto del 29 de marzo de 1917, tras haberse producido la Revolución rusa, suspendió las garantías constitucionales y autorizó la censura previa. El 7 de agosto de 1918 se aprueba la Ley de Represión del Espionaje, que también hablaba de censura previa y que establecía duras penas para los periódicos que la incumplieran.
 

La información de lo que ocurría en la guerra, además de los corresponsales, provenía de información pasada a la agencia Fabra, que a su vez la obtenía de la agencia francesa Havas. También se obtenía información de los partes de guerra de las embajadas, los despachos telegráficos y las conferencias telefónicas.

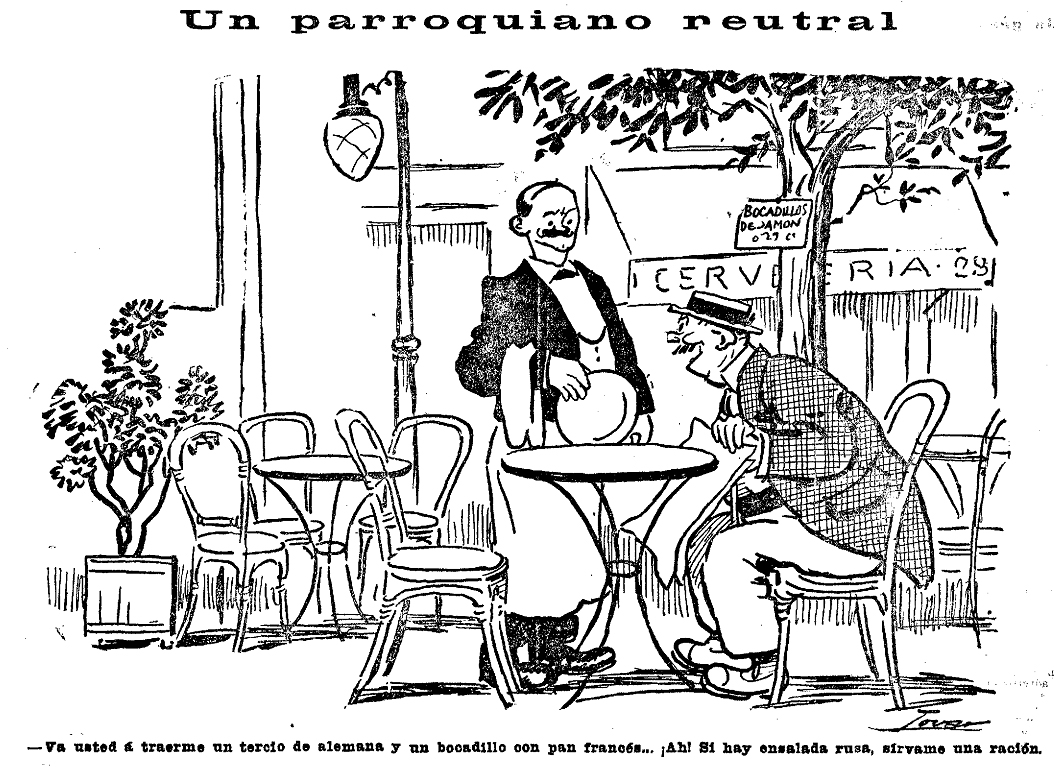
«Un parroquiano neutral. —Va usted a traerme un tercio de alemana y un bocadillo de pan francés... ¡Ah! Si hay ensalada rusa sírvame una ración», de Manuel Tovar Siles, en El Imparcial.

Para contener el precio de la subida del papel se promulgó un decreto el 19 de octubre de 1916, por el que la Hacienda Pública adelantaba a la Central Papelera el dinero suficiente para cubrir la diferencia entre el precio que tenía el papel en 1914 y el precio que se fuera fijando. Este anticipo se fijó para los periódicos que tuvieran más de cinco años de antigüedad y más de 2000 ejemplares de tirada y luego se extendió a algunas revistas. El anticipo se mantuvo hasta 1921. Tardó muchos años en pagarse. De hecho, Prensa Española (editora de ABC) todavía debía más de 9 millones de pesetas en 1975.
A pesar de la neutralidad procurada por las autoridades, la simpatía de la sociedad por Alemania fue en España la más extendida de los países neutrales. Los periódicos fueron tomando su propia postura. Como ejemplo, en la ciudad de Sevilla El Correo de Andalucía era activamente germanófilo, El Liberal era aliadófilo y El Noticiero Sevillano neutral.
En general la experiencia adquirida en el ámbito de la propaganda en España sería usada veinte años después durante la guerra civil española (1936-1939) por los servicios propagandísticos de ambos bandos.

### El avance de la Guerra
Con el avance de la Guerra las diferentes publicaciones comenzaron a tomar partido por una u otra parte y los escritores comienzan a escribir sobre la posición que debe tomar el Estado y los ciudadanos.
Ciudadanía, periódico fundamental del maurismo, mantuvo una oposición a las ideas y planteamientos que abogaban por el acercamiento a los aliados.

## Estado del ejército en los inicios de la contienda

### Ejército

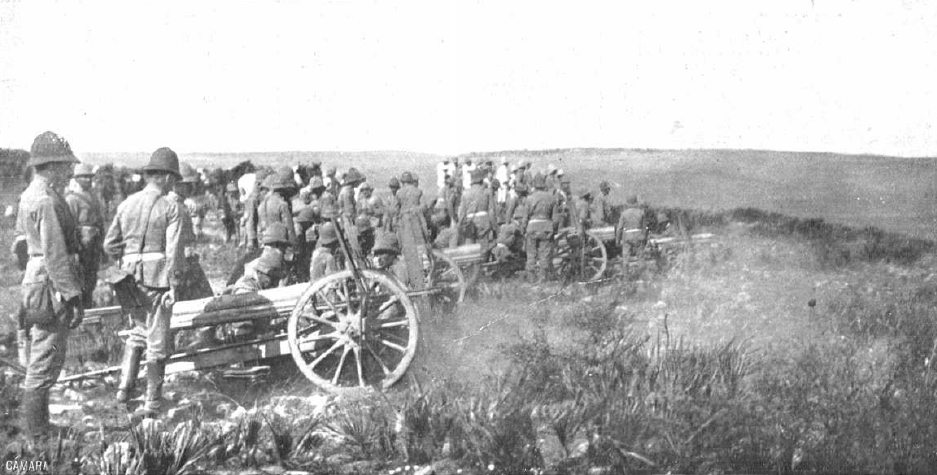
Artillería española en acción en septiembre de 1913 en el bosque de la Gaba durante la guerra del Rif.

El estado precario del Ejército de Tierra español fue fundamental para decidir la neutralidad. Se había involucrado en la guerra del Rif desde 1911, una región del norte de Marruecos donde acababa de ser establecido el Protectorado español de Marruecos en 1912. Allí llegó a estar destinado en torno al 80 % de los efectivos del ejército español en algún momento.[cita requerida] Se trataba de un ejército de tierra anticuado, mal armado y que, debido al número excesivo de oficiales que tenía, gran parte del dinero destinado al ejército se redistribuía entre la nómina de los oficiales, con lo que el país se había visto incapacitado para librar una carrera armamentística a principios del siglo XX, como habían hecho gran cantidad de países e imperios europeos.
Por su parte el ejército terrestre era anticuado respecto a los modernos ejércitos europeos. Tenía 224 565 efectivos. Su composición en 1914 era la siguiente:
- 8 Cuerpos de Ejército.
- 16 Divisiones de Infantería.
- 1 División de Caballería.
- 7 Brigadas de Caballería.
- 3 Brigadas de Cazadores de Montaña.
- Comandancias de Canarias y Baleares (tamaño de brigada).
- También existían regimientos de Artillería e Ingenieros.

El fusil principal del ejército español en esta época es una versión del Mauser, fabricado en Oviedo en calibre 7 mm, conocido como fusil Mauser Modelo 1893 y su derivado la Carabina española Modelo 1895. En 1916, ya en plena guerra, se adoptó el Mauser Modelo 1916. A eso se añadía una pequeña cantidad de ametralladoras como las Maxim-Nordenfelt, Hotchkiss e incluso la Colt. Pero el número de ametralladoras por compañía o división era muy inferior al del resto de los países europeos. La mayoría se estaban utilizando en la guerra del Rif. La artillería la componían cañones fabricados por Krupp o varias versiones del cañón Schneider fabricadas en Trubia y Sevilla. Las operaciones militares españolas en el protectorado de Marruecos se paralizaron precisamente debido a la Gran Guerra entre 1914 y 1919, solo hubo pequeñas escaramuzas como la toma de El Biutz. Tras el Tratado de Versalles en 1919 se reanudó la actividad militar.

### Armada

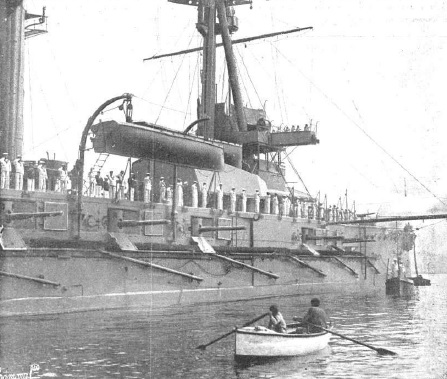
Acorazado España, de la clase España, en el puerto de Bilbao con motivo de una visita que hicieron los reyes en 1915.

La Armada Española había perdido dos escuadras enteras en la guerra de 1898. A eso hay que añadir que por Decreto del 18 de mayo de 1900 del Ministerio de Marina se dieron de baja otras 25 unidades por considerarse inútiles para el servicio militar. No fue hasta 1907, cuando para cumplir con las obligaciones adquiridas por los Acuerdos de Cartagena de ese año, de la mano del presidente Antonio Maura y su ministro de Marina, el almirante Ferrándiz se diseñó un nuevo Plan Naval (conocido posteriormente como Plan Ferrándiz) propuesto en 1907 y aprobado por el gobierno a principios del año siguiente como Ley de Marina del 7 de enero de 1908. El nuevo plan de construcciones navales que consistía en tres acorazados del modelo británico Dreadnought clase España y tres destructores, además de 24 torpederos y 10 buques de vigilancia pesquera. También se hicieron obras y mejoras en los puertos y arsenales de la Armada.
En 1914, la Armada apenas era una sombra de lo que había llegado a ser los siglos anteriores, aunque estaba empezando a reconstruirse. Sus principales unidades eran el acorazado dreadnought España, el acorazado pre-dreadnought Pelayo; los cruceros acorazados Carlos V, Princesa de Asturias, Cataluña; los cruceros protegidos Río de la Plata, Extremadura, Reina Regente; el crucero desprotegido Infanta Isabel; el destructor Bustamante de la clase Bustamante y los de la clase Furor; los cañoneros de la clase Recalde y de la clase Álvaro de Bazán, además de otros más antiguos como el Mac-Mahón o el Temerario. En construcción se encontraban los acorazados dreadnought Alfonso XIII y Jaime I, el crucero ligero Victoria Eugenia y otros dos destructores de la clase Bustamante. La Armada no tenía submarinos.
Respecto a los buques más pequeños, se inició la construcción masiva de torpederos de la clase T-1, de los que ya se habían alistado seis, junto con los más viejos torpederos Orión, Habana y Halcón, y finalmente el típico conglomerado de remolcadores, escampavías y pequeñas lanchas cañoneras. El 17 de febrero de 1915, mientras ya se estaba en plena guerra, se aprobó la conocida como Ley Miranda, por la cual además de crearse el Arma Submarina Española junto con la compra del submarino Isaac Peral (A-0) a Estados Unidos y otros 3 a Italia de la clase F (en España se llamaron clase A) se aprobó la construcción de submarinos de la clase B y de otros buques como los cruceros ligeros de la clase Blas de Lezo, los destructores de la clase Alsedo y los cañoneros de la clase Cánovas del Castillo, además de otros buques auxiliares. A excepción de los submarinos comprados a países extranjeros, el resto de los buques no se terminarían hasta la década de los 20, ya que la Gran Guerra provocó una escasez de materiales necesarios para su construcción.

### Aeronáutica

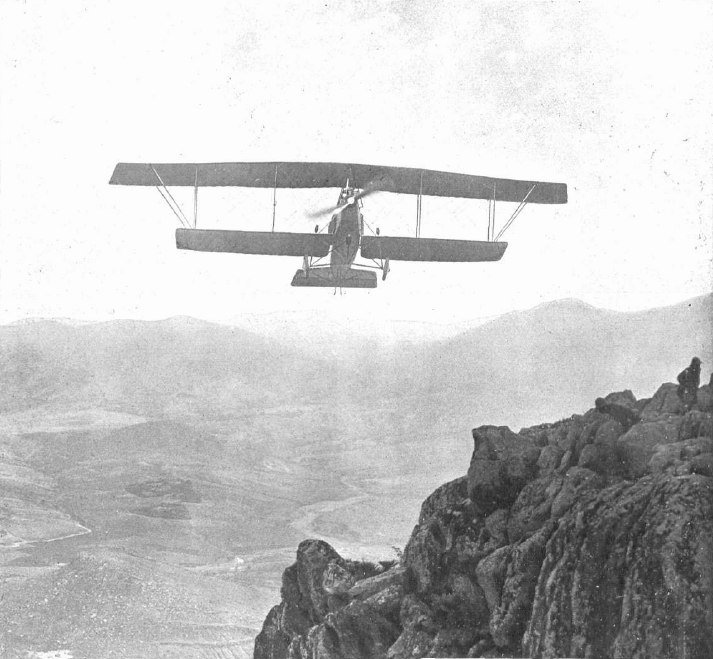
Un aeroplano Lohner Pfeilflieger del Ejército español volviendo a su base en la zona de Tetuán en 1913.

La Aeronáutica Militar, precursora del futuro Ejército del Aire, acababa de ser creada en 1913, por lo que contaba con pocas unidades. Todos los aviones eran bombarderos, ya que los cazas no aparecieron hasta bien entrada la guerra. De biplanos contaba con Farman MF.7, Farman MF.11, Lohner B-1 Pfeil; y de monoplanos con varios Morane-Saulnier G y Nieuport II, que en su conjunto formaban la Aeronáutica Militar, a la que posteriormente se añadirían unos pocos más biplanos y los primeros hidroaviones de la Aeronáutica Naval.
La neutralidad española dejó al país al margen de los avances tecnológicos derivados de las necesidades bélicas, por lo que, al terminar la contienda a finales de 1918, la Aviación Militar española se encontraba en una situación de clara inferioridad de medios respecto a las de los demás países de su entorno.

### Juntas de Defensa
Después de que la Primera Guerra Mundial llevara años sucediendo, la inflación y las penurias económicas perjudicaron tanto a los oficiales del ejército como a los diferentes sectores de la sociedad. Esto sirvió para poner de relieve las diferencias entre el ejército español y el de los modernos ejércitos del resto de Europa. Romanones decidió hacer una reforma militar en 1916 que tenía como finalidad el objetivo de aumentar el ejército, profesionalizarlo y reducir su presupuesto, lo que produjo el primer enfrentamiento importante entre gobierno y el cuerpo de oficiales. La congelación de los ascensos y unas pruebas de aptitud que afectarían a cualquiera que estuviera por debajo del rango de coronel contribuyeron a generar un rechazo. A finales de 1916, el ejército imitando al movimiento obrero que por aquellas fechas habían conseguido aumentos salariales y algunas concesiones al crecer el número de sindicados, se organizaron en Juntas de Defensa. Empezaron por Barcelona, donde crearon la Junta Central, y se extendieron por todo el país. Estas Juntas fueron organizadas, menos en Madrid y Marruecos, por  el coronel Benito Márquez. El discurso de las Juntas entraba en la dinámica regeneracionista de la época y no escondía las críticas al sistema de turnos dinásticos. Sus objetivos: Imponer una escala de ascensos por antigüedad, acabar con los favoritismos y privilegios de los africanistas y organizarse para obtener un mejor sueldo. En un principio sus intereses no fueron tomados en serio, pero tras ver el papel que jugó el ejército ruso en la revolución de febrero, tanto Romanones como Alfonso XIII decidieron en marzo de 1917 disolver las Juntas.
Pasadas unas semanas de la supuesta disolución y el arresto de sus principales cabecillas, las Juntas siguieron reuniéndose clandestinamente e incluso se constituyó en Barcelona una Junta Provisional. El 1 de junio las Juntas de Defensa de Infantería presentaron dos manifiestos. En uno, de inspiración regeracionista y dando a entender que " el problema de lo militar" no era más que otro problema dentro de todos los que afectaban a la nación, se exponían sus objetivos. En el segundo se le daba un ultimátum al gobierno. La situación era tan insostenible que el 9 de junio Manuel García Prieto presentaba su dimisión como presidente. A pesar de que el gobierno seguiría afirmando la disolución de las Juntas, tanto los líderes de éstas como sus sindicatos seguirían trabajando.

## Los territorios en África

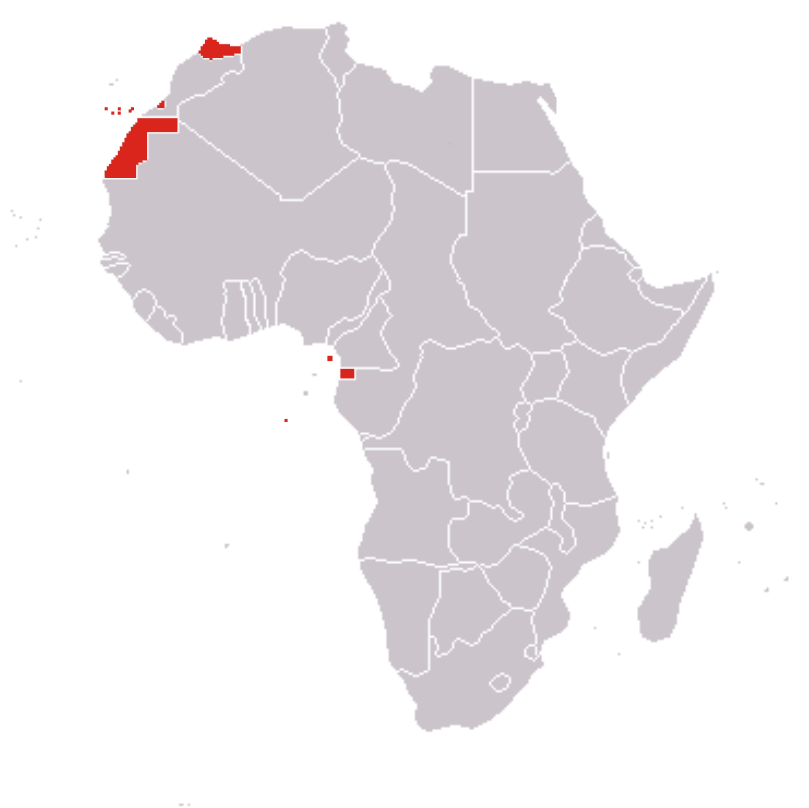
Territorios españoles en África durante el (incluyendo Canarias)

En comparación con las colonias de otras potencias europeas, España poseía pequeños territorios en África, tanto en el continente o en islas cercanas, debido al reparto de África y al deseo de obtener colonias en África para compensar las pérdidas ultramarinas tras la guerra contra Estados Unidos en 1898.

### Protectorado español de Marruecos e Ifni

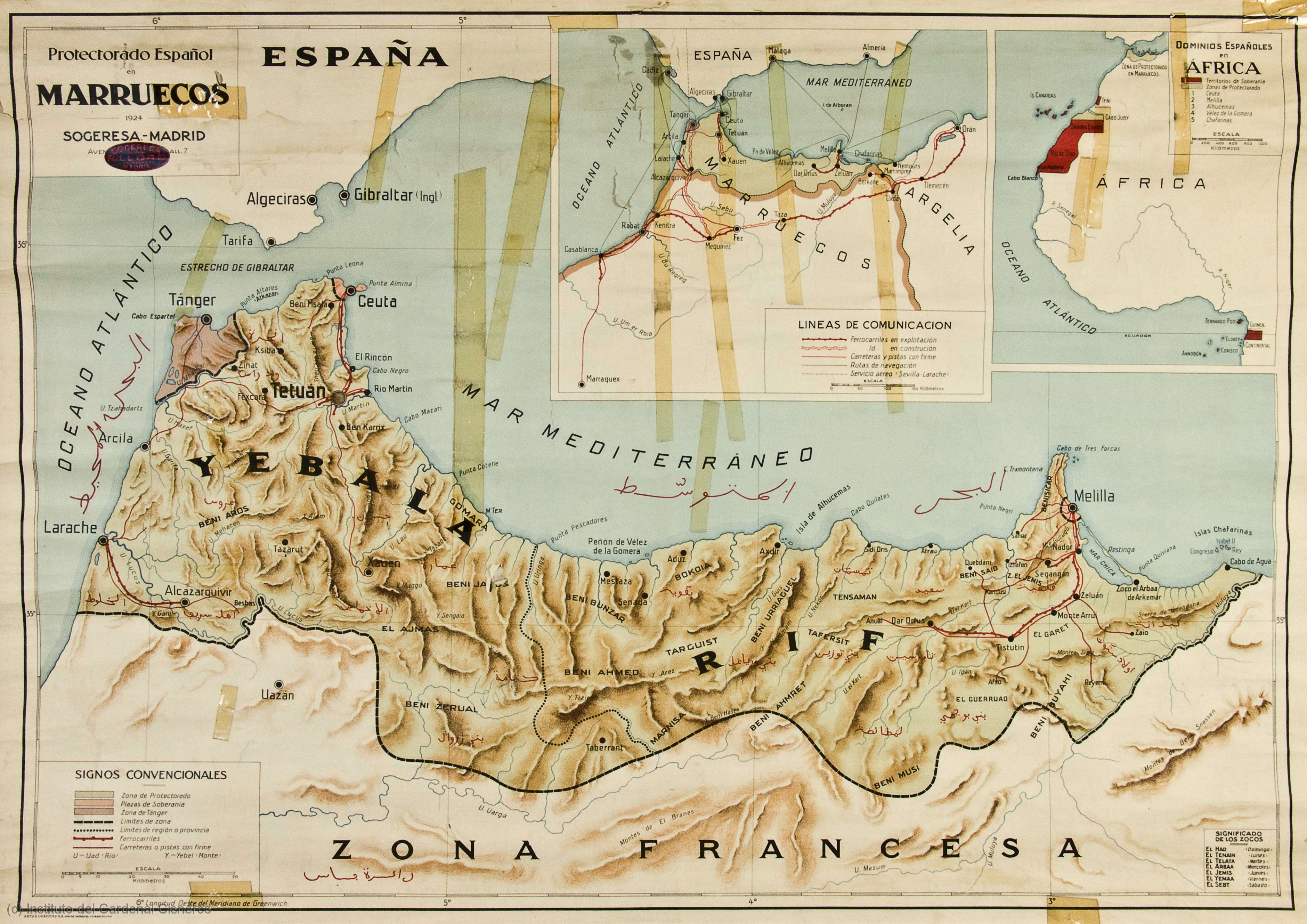
Mapa de 1924 de la parte asignada al Protectorado Español en Marruecos y otros territorios españoles en África.

En 1911 Marruecos estaba en completa anarquía. De acuerdo con lo previsto en la Conferencia de Algeciras de 1906, el sultán de Marruecos Abd al-Hafid pidió ayuda a Francia. Las tropas francesas ocuparon la capital de Marruecos, Fez. España desembarcó en Larache y ocupó Alcazarquivir. Alemania envió un cañonero a Agadir, lo que daría lugar a la crisis de Agadir o Segunda Crisis Marroquí. Finalmente hubo un acuerdo franco-alemán ese mismo año por el que el Imperio Alemán renunciaba a Marruecos y aceptaba el Protectorado francés a cambio de una cesión de territorios en el África Ecuatorial Francesa.
El sultán en marzo de 1912 firma el Tratado de Fez con Francia, por el que se establece formalmente el protectorado francés. Mediante el Tratado Hispano-Francés firmado el 27 de noviembre de ese mismo año, Francia reconoció a España el territorio de una zona norte de Marruecos y otra zona sur, por el que se establece el protectorado español, con capital en Tetuán. Se trataba en realidad de una especie de "subprotectorado", una cesión a España por parte de Francia de la administración colonial de un 5 % del territorio marroquí, unos 20 000 km² que incluyen una franja del norte del país (la región montañosa del Rif) y otra al sur limitando con la colonia española del Sáhara (Cabo Juby). Para el sector norte se estableció los límites entre las zonas francesa y española al norte del río Uarga. La presencia militar española se convirtió en una guerra colonial de desgaste (guerra del Rif). No se pacificaría totalmente hasta mediados de la década de los años 1920.
En el centro del Protectorado francés de Marruecos se le había asignado a España la pequeña colonia de Ifni, emplazada alrededor de la ciudad de Sidi Ifni si bien este territorio no sería ocupado hasta 1934.

### Sáhara español

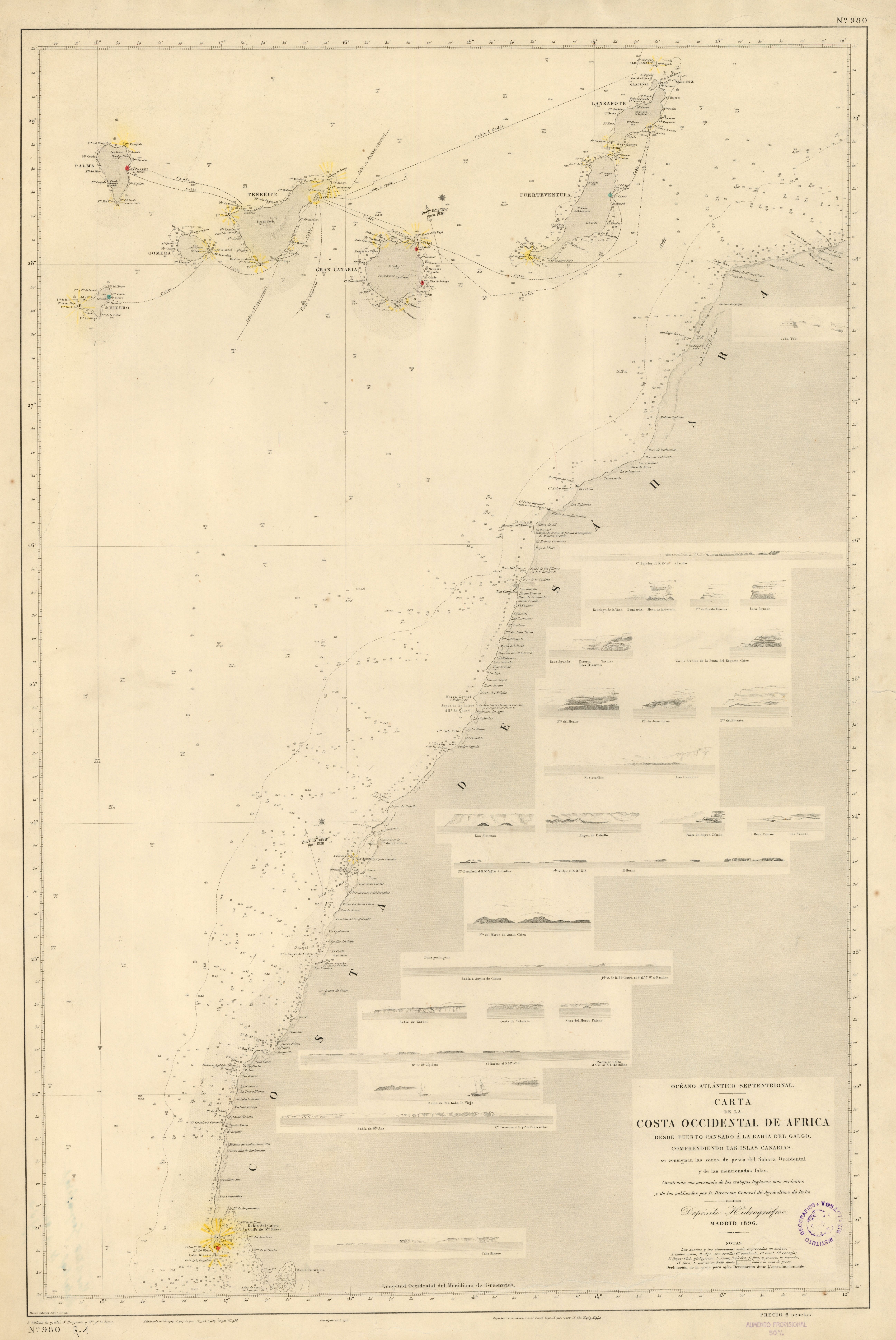
Mapa detallando la costa de los entonces Río de Oro y Saguia el Hamra (posteriores África Occidental Española y después Sáhara Español) en 1896.

Con el inicio de la presencia española en la zona del Sáhara en 1884 nacerá la colonia española conocida como Sahara Español (1884-1976), que tendrá dos subdivisiones: el norte se denominará Saguía el Hamra y el sur Río de Oro. En el año 1900 se delimitó definitivamente las fronteras con Francia. Las colonias españolas en África luego se unificarían en el África Occidental Española y después se convertirían en la provincia del Sahara. En total el territorio ocupaba un área de unos 280 000 km². Estaba habitado por tribus bereberes.
Su único asentamiento era Villa Cisneros, hasta que en 1916 el gobernador Francisco Bens ocupa Cabo Juby (perteneciente al Protectorado español de Marruecos), poniéndole en 1949 el nombre de Villa Bens (llamada Tarfaya por los nativos) a la capital de la zona. El interior de la región apenas se había explorado, comenzando en esa época a lanzarse expediciones hacia el interior para reforzar la presencia española, y hacerla formal y no solo nominal (en 1920 se funda La Güera en Cabo Blanco).
La única batalla destacable por la zona fue la batalla de Río de Oro, en la que un crucero protegido británico, el HMS Highflyer, detectó y atacó al transatlántico alemán reconvertido en crucero auxiliar SS Kaiser Wilhelm der Grosse, acabando con el buque alemán hundido y el inglés dañado.

### Guinea española

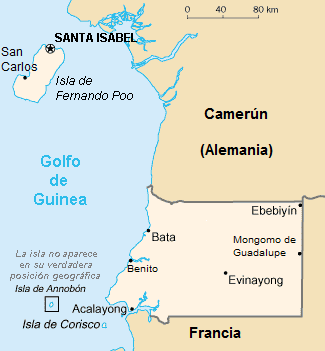
Mapa de las posesiones españolas en el golfo de Guinea adquiridas por el Tratado de París de 1900 que daría lugar a la Guinea Española, hasta que en 1968 se independizó como Guinea Ecuatorial.

Mapa de Río Muni: Guinea Continental Española, año 1903.

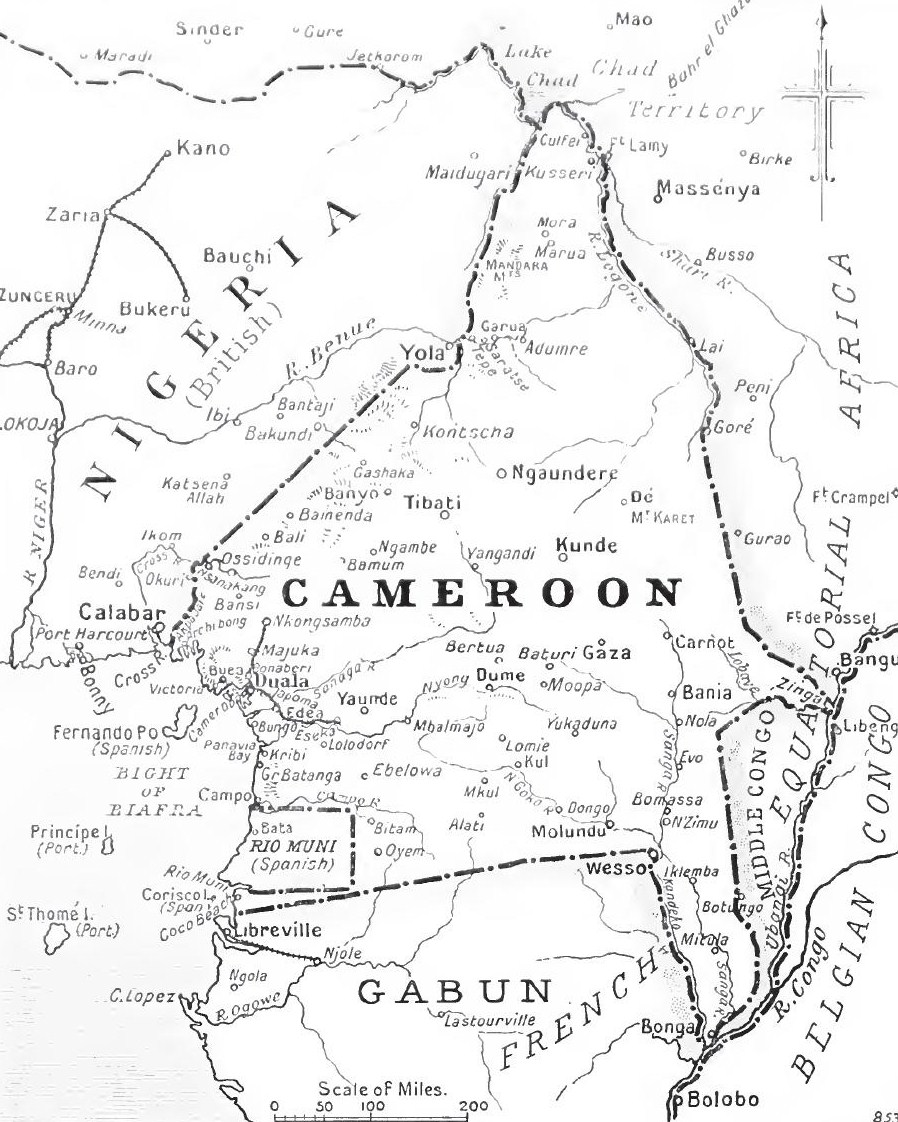
Mapa en inglés de 1914 con la colonia alemana de Kamerun rodeada por la colonia inglesa de Nigeria al norte y la francesa de Gabón al sur. Ver teatro africano de la Primera Guerra Mundial.

En 1900, en el contexto mundial del reparto de África, el Gobierno español negoció con las potencias y obtuvo en 1900 un territorio de 26 000 km² en el continente africano, Río Muni, que se llamó Guinea Continental Española y que, junto con las islas de Fernando Poo (hoy llamado Bioko) y Elobey, Annobón y Corisco, se unificó posteriormente en el territorio de Guinea Española (denominación oficial Territorios Españoles del Golfo de Guinea, se independizó en 1968 como Guinea Ecuatorial). La presencia española fue al principio casi puramente testimonial. El territorio continental estaba habitado por la tribu de los fang. A partir de los acuerdos franco-alemanes de 1911 para solucionar la segunda crisis de Marruecos Río Muni había quedado totalmente rodeada por la colonia alemana de Kamerún y no muy lejos del África Ecuatorial Francesa.
Al estallar la Primera Guerra Mundial en 1914, cuando empezaron los combates entre las tropas coloniales, hubo miedo por parte de las autoridades españolas de que esos combates se trasladaran a Río Muni. Para solucionar el problema, el gobernador Ángel Barrera hizo instalar cuatro puestos militares (Mibonde, Mikomeseng, Mongomo y Ebibeyín) muy simples (sin emisoras de radio o ametralladoras y con muy pocos soldados), pero que fueron suficiente para mostrar los límites simbólicos de la soberanía española y cumplieron su función, evitando la extensión de la guerra hacia la Guinea Continental.
Posteriormente esas bases se convirtieron en focos de crecimiento comercial y desde allí se lanzaron ataques contra los fang que se resistían a la colonización. Aunque se temía por la integridad de la colonia ante la posibilidad de que los combates traspasaran las fronteras entre las colonias alemana y española, no llegó a darse el caso. En aquel entonces Río Muni estaba empezando a ser explorado y el control español se iba imponiendo lentamente en los territorios de tierra adentro.
Con la derrota alemana en Camerún en febrero de 1916, un contingente de unos mil alemanes entre soldados y civiles y cuarenta y seis mil indígenas entre soldados askaris, porteadores y población civil se refugió en Bata, creando a las autoridades coloniales españolas graves problemas de alojamiento y manutención, además de enormes dificultades para organizar su repatriación. Los doscientos militares españoles se vieron sobrepasados, si bien los alemanes se rindieron y entregaron sus armas de forma pacífica, por lo que el gobernador Barrera decidió devolver al otro lado de la frontera a veinticinco mil de los cameruneses, quedando unos veintisiete mil refugiados en su territorio.
De las más de veinticinco mil personas que quedaban en Guinea, entre ochocientas y mil eran alemanes (sólo la mitad de ellos soldados), seis mil eran askaris y el resto personal de servicio (como porteadores, mayordomos o intérpretes) y civiles (principalmente las familias de los soldados). Por presión de Francia y Reino Unido, que temían que los soldados se reincorporaran a la lucha, la mitad de los refugiados (incluyendo todos los europeos) fueron trasladados a Fernando Poo, ubicándolos en campamentos en las cercanías de Santa Isabel. Unas mil personas murieron por las malas condiciones de los campos de refugiados. Durante su estancia en Fernando Poo los nativos cameruneses sirvieron para paliar temporalmente la escasez de mano de obra en las plantaciones de cacao.
Al final, el 30 de diciembre de 1916, España envió una compañía expedicionaria de Infantería de Marina para hacerse cargo de los refugiados alemanes y cameruneses. El grueso de los cameruneses volvió a su país en 1917, si bien algunos se quedaron a vivir en la isla, mientras que los civiles alemanes fueron trasladados a la península ibérica y los oficiales alemanes permanecieron en la colonia española hasta que acabó la guerra. Durante este período se producen algunos enfrentamientos con la población local fang de la parte continental, como los que dieron lugar a la expedición de castigo de Río Muni de 1918, o los producidos por los trabajos forzados impuestos por el teniente Julián Ayala Larrazábal.

## Consecuencias de la neutralidad española

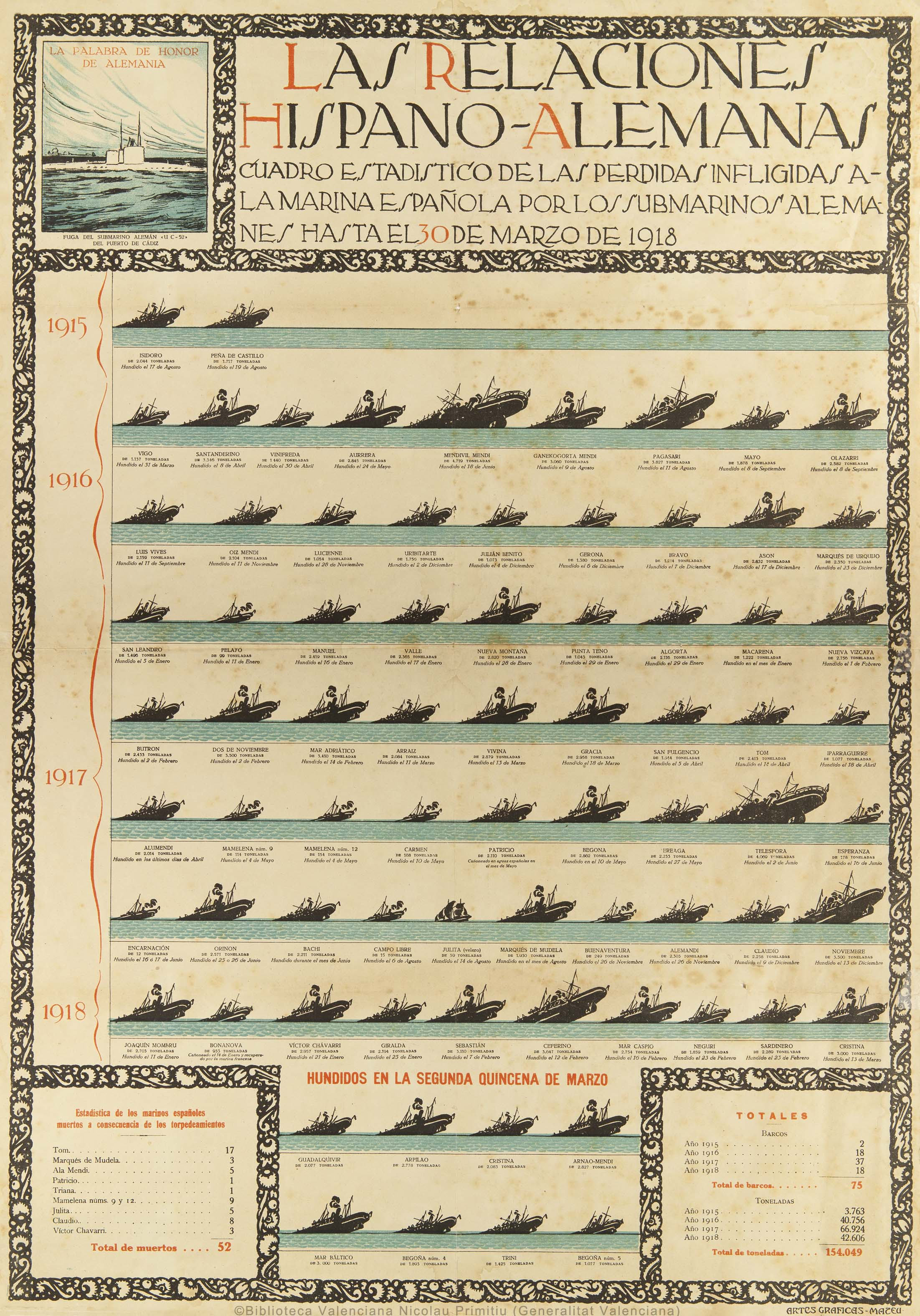
Cuadro estadístico con las pérdidas infligidas a la marina española por los submarinos alemanes hasta el 30 de marzo de 1918.

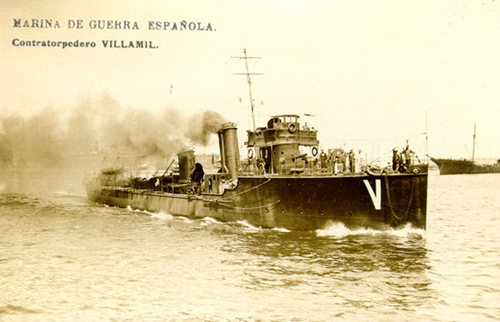
El destructor Villamil, de la clase Bustamante. Durante la contienda, la Armada española se dedicó a labores de vigilancia de las costas.

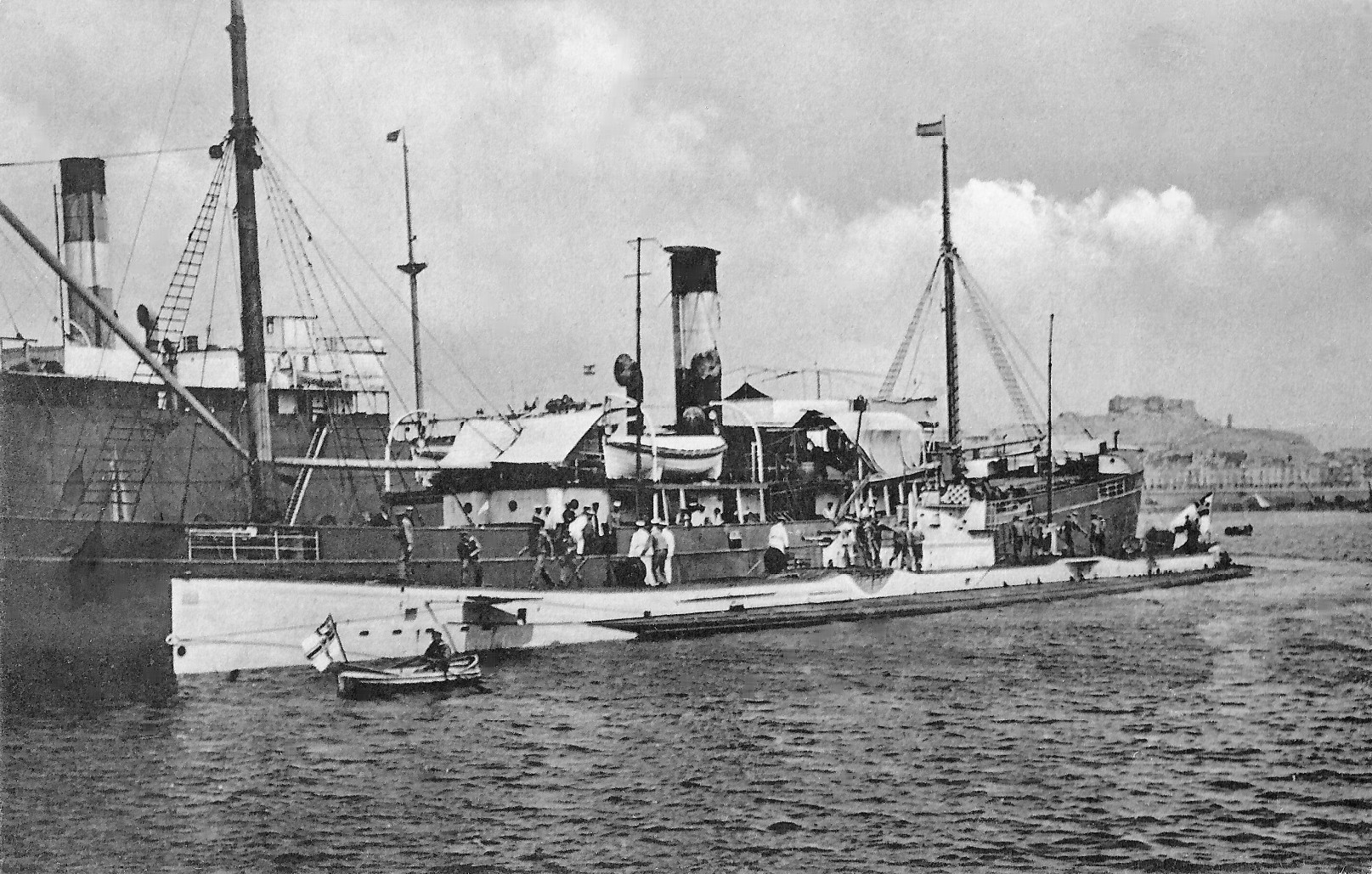
El submarino alemán SM U-35 junto al barco mercante Roma, también alemán, en el puerto de Cartagena. La visita del sumergible el 21 de junio de 1916 puso en peligro la neutralidad española en la Gran Guerra. Se calcula que los submarinos alemanes produjeron pérdidas de entre y toneladas en la flota mercante española. Cuatro submarinos alemanes estuvieron internados en España (el SM UB-23 en La Coruña, el SM U-39 en Cartagena, el SM UC-56 en Santander y el SM UB-49 en Cádiz), y otros dos, visitaron puertos españoles, uno de ellos, el ya mencionado U-35, transportando hasta Cartagena una misiva del káiser al rey.

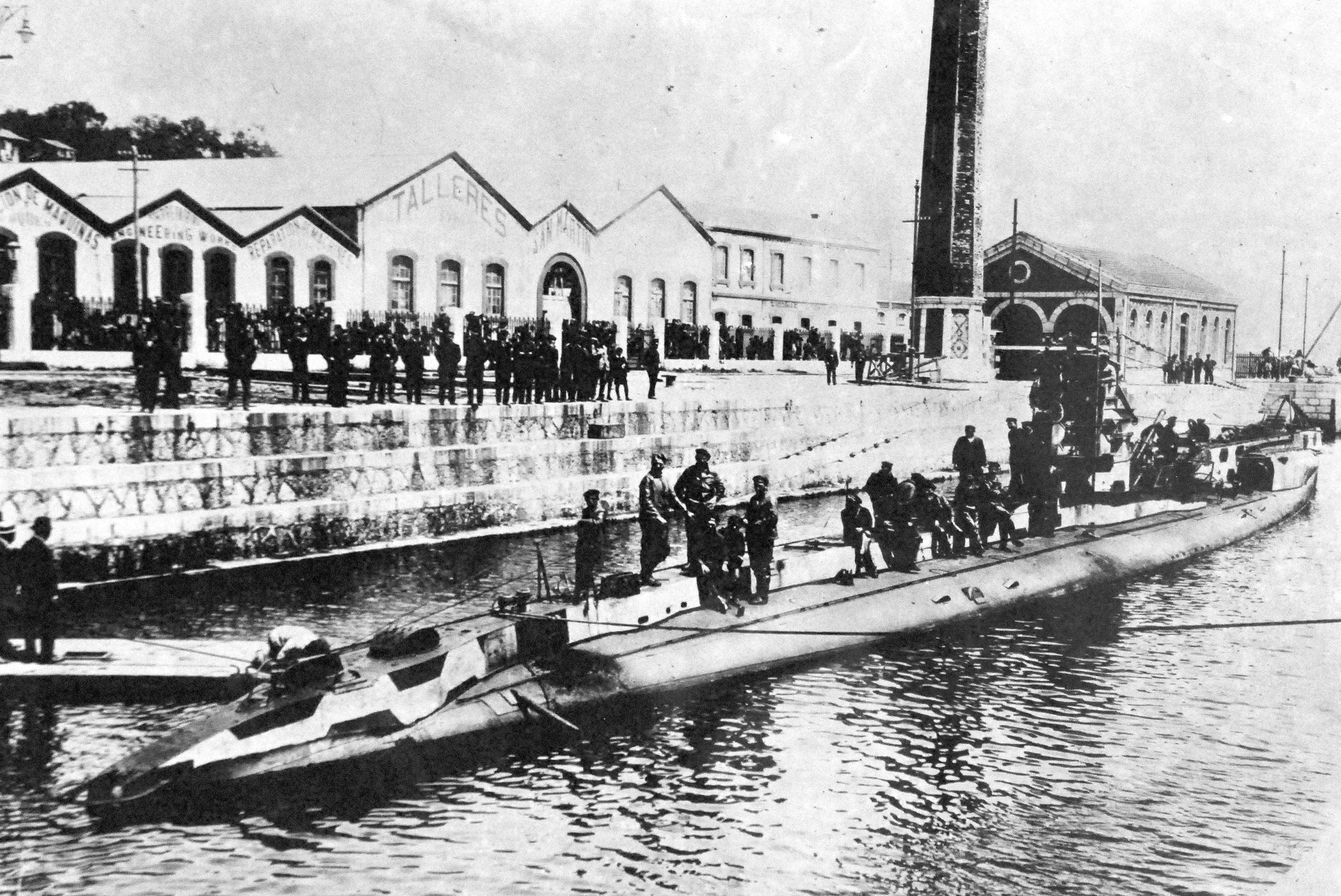
Submarino alemán SM UC-56 en Santander el 24 de mayo de 1918. Tras un combate con el yate armado USS Christabel sufrió averías mecánicas que le impedían sumergirse, por lo que tuvo que hacer escala en el puerto de la ciudad, permaneciendo allí durante el resto de la guerra.

No hubo importantes consecuencias negativas iniciales, debido a la ausencia de grandes presiones políticas, que sí sufrieron otros países que proclamaron la neutralidad al principio de la guerra, como Grecia o Italia. El mayor problema consistió en el hundimiento de mercantes españoles por parte de los submarinos alemanes. Se calcula que estos submarinos hundieron en toda la guerra entre 139 000 y 250 000 toneladas, el 25 % de la flota mercante española, más de 80 buques hundidos. El español más ilustre que moriría debido a estos ataques fue el compositor Enrique Granados.
La neutralidad tuvo importantes consecuencias económicas y sociales ya que se produjo un enorme impulso del proceso de "modernización" que se había iniciado tímidamente en 1900, debido al aumento considerable de la producción industrial española a la que de repente se le abrían nuevos mercados (los de los países beligerantes). Sin embargo, la inflación se disparó mientras que los salarios crecían a un ritmo menor y se produjeron carestías de los productos de primera necesidad, como el pan, lo que provocó motines de subsistencias en las ciudades y crecientes conflictos laborales protagonizados por los dos grandes sindicatos, CNT y UGT, que reclamaban aumentos salariales que frenaran la disminución de los salarios reales debido a la inflación. Según los datos del Instituto de Reformas Sociales en 1916 los precios de los productos básicos se habían incrementado entre un 13,8 % la leche, hasta un 57,8 % el bacalao, pasando por un 24,3 % el pan, un 30,9 % los huevos o un 33,5 % la carne de vacuno.
Así pues, superado el impacto negativo inicial, la Primera Guerra Mundial produjo un auténtico despegue económico en España, gracias a la declaración de neutralidad. Los países beligerantes necesitaban alimentos, armas, uniformes, metal y carbón. Además, desapareció la competencia extranjera. El crecimiento fue notable, sobre todo en la industria textil catalana, la minería del carbón asturiana, la siderurgia vasca y la agricultura de cereales. Crecieron también la industria química y la construcción naval. La industria de armas ligeras también experimentó un gran crecimiento, aunque no la de armas pesadas. Se fabricaron enormes cantidades de pistolas y fusiles que principalmente fueron producidos para los aliados, hasta el punto de que el modelo de pistola español Pistola Campo Giro llegó a ser reglamentaria en el Ejército francés; también se vendieron grandes cantidades de fusiles Mauser a los aliados.
El espionaje (y contraespionaje) por parte de los bandos beligerantes se convirtió en una actividad importante en todo el país. Barcelona se llegó a convertir en un verdadero nido de espías, y la propia Mata Hari llegó a estar espiando al embajador alemán. Las principales actividades realizadas tenían que ver con las embajadas de los países rivales y las operaciones de los submarinos alemanes. Los británicos llegaron a descubrir los códigos de los mensajes que las embajadas españolas enviaban a la capital y así averiguar los propósitos del Gobierno español.
Como consecuencia de todo esto, se produjo un claro superávit de la balanza comercial y un notable incremento de los beneficios empresariales. Gracias a ello, se canceló la deuda externa española y se acumuló oro en el Banco de España, en Madrid. Por primera vez en su historia moderna, España no estaba en déficit comercial respecto al comercio con el exterior.
Sin embargo, a partir de 1917, se entra en un cierto periodo de crisis, debido al agotamiento de la guerra: las exportaciones generaron escasez de alimentos en el interior del país y se dispararon los precios muy por encima de los salarios. Fue precisamente la falta de alimentos y el escándalo que se produjo con la especulación uno de los causantes de la crisis española de 1917 y de la huelga general que se produjo. Además, la población se tuvo que enfrentar a la epidemia de gripe de 1918, más conocida como gripe española. Adoptó este nombre debido a que la pandemia recibió una mayor atención de la prensa en España que en el resto del mundo, ya que España no se vio involucrada en la guerra y por tanto no censuró la información sobre la enfermedad. En España hubo cerca de 8 millones de personas infectadas en mayo de 1918 y alrededor de 300 000 fallecimientos (aunque las cifras oficiales redujeron las víctimas a «solo» 147 114).
A pesar de la crisis, en general el impacto fue positivo, debido al desarrollo del sector textil catalán, la siderurgia y la industria química, que se modernizaron. Otras industrias y empresas pasaron a ser de capital nacional.
Una de las consecuencias menos conocidas fue que, tras el final de la contienda, la República de Weimar alemana entregó a España una serie de mercantes en compensación por los buques hundidos por sus submarinos. Uno de esos mercantes, el inicialmente bautizado como España n.º 6, sería el futuro Dédalo, el primer portaaeronaves de la Armada española, que intervendría en el desembarco de Alhucemas.

### Consecuencias políticas
Según el historiador Manuel Suárez Cortina, "los efectos sociales y políticos de la guerra representaron un factor decisivo en la crisis definitiva del sistema parlamentario tal como venía funcionando desde 1875. La escasez de alimentos, el dislocamiento económico, la miseria social, la precariedad y la inflación estimularon el despertar político y la militancia ideológica de las masas. Bajo estas condiciones, la modalidad clientelar y caciquil de la política española se descompuso. Tras la guerra ya no fue posible restaurar el viejo orden". La historiadora Ángeles Barrio, por su parte, afirma que la guerra "no fue sin embargo la causa inmediata del hundimiento del bipartidismo. El sistema de partidos estaba ya en descomposición cuando estalló la contienda, y la coyuntura especial de la neutralidad solo aceleró su declive en medio de un ambiente progresivamente crítico contra el régimen. Era la sociedad la que, en pleno proceso de cambio, comenzaba a reclamar el derecho efectivo a la representación, el final definitivo de la «vieja política», con lo que ello suponía de amenaza de impugnación para el sistema".